# Liviu-Dieter Nisipeanu
Liviu-Dieter Nisipeanu est un joueur d'échecs roumain né le 1er août 1976 à Brașov d'un père roumain et d'une mère issue de la minorité des Saxons de Transylvanie, grand maître international depuis 1997. Champion d'Allemagne en 2017, Nisipeanu a été affilié à la Fédération allemande des échecs de 2014 à 2023,.
Au 1er avril 2014, il est le 58e joueur mondial, et le numéro 2 allemand, avec un classement Elo de 2 686 points.

## Carrière aux échecs

### Champion de Roumanie
Nisipeanu a remporté trois fois le championnat de Roumanie (en 1993, 1997 et 2002).

### Championnats du monde (1999-2004)
En 1999, Nisipeanu atteignit les demi-finales du championnat du monde de Las Vegas et fut éliminé en prolongations par le futur vainqueur du tournoi, Aleksandr Khalifman (+1 -1 =2 en parties classiques et -1 =1 en parties rapides).
| Année | Lieu      | Résultat                            | Ultime adversaire   | Adversaires battus                                                                      |
| ----- | --------- | ----------------------------------- | ------------------- | --------------------------------------------------------------------------------------- |
| 1999  | Las Vegas | demi-finaliste                      | Aleksandr Khalifman | Stefan Đurić , Zourab Azmaïparachvili, Rafael Leitão, Vassili Ivantchouk, Alexeï Chirov |
| 2000  | New Delhi | deuxième tour                       | Kiril Georgiev      |                                                                                         |
| 2001  | Moscou    | premier tour                        | Lázaro Bruzón       |                                                                                         |
| 2004  | Tripoli   | quatrième tour (huitième de finale) | Andreï Kharlov      | Ronald Dableo, Sergei Tiviakov Shakhriyar Mamedyarov                                    |

### Champion d'Europe (2005)
En 2005, il remporta le Championnat d'Europe individuel avec 10 points sur 13, devant le favori Teimour Radjabov. En octobre de la même année, il obtint son meilleur classement Elo avec 2707 points, le plaçant à la 15e place mondiale.
En 2006, il disputa un match amical contre le champion du monde FIDE Veselin Topalov mais s'inclina 1-3.

### Tournois internationaux
En 2006, il remporta le tournoi d'échecs de Sarajevo, ex æquo avec Magnus Carlsen et Vladimir Malakhov.
En 2007, il fut invité au tournoi d'échecs de Sofia et prit la deuxième place ex æquo, battant au passage le vainqueur Veselin Topalov et Michael Adams.
En 2015, Nisipeanu finit deuxième du tournoi d'échecs de Dortmund, ex æquo avec Wesley So, après Fabiano Caruana

### Coupes du monde
| Année | Lieu                             | Résultat                            | Ultime adversaire | Adversaires battus                       |
| ----- | -------------------------------- | ----------------------------------- | ----------------- | ---------------------------------------- |
| 2007  | Khanty-Mansiïsk (coupe du monde) | quatrième tour (huitième de finale) | Sergueï Kariakine | Bassem Amin, Zhao Jun Vassili Ivantchouk |
| 2009  | Khanty-Mansiïsk (coupe du monde) | deuxième tour                       | Judit Polgár      | Constantin Lupulescu                     |
| 2011  | Khanty-Mansiïsk (coupe du monde) | premier tour                        | Rustam Qosimjonov |                                          |
| 2015  | Bakou                            | deuxième tour                       | Peter Svidler     | David Antón Guijarro                     |
| 2017  | Tbilissi                         | premier tour                        | Samuel Sevian     |                                          |
| 2019  | Khanty-Mansiïsk                  | troisième tour                      | Peter Svidler     | Mircea Pârligras, Hikaru Nakamura        |

### Champion d'Allemagne (2017)
Nisipeanu remporta le championnat d'Allemagne d'échecs en 2017 devant Rasmus Svane et Alexander Donchenko.

### Compétitions par équipe
Depuis 1996, il a représenté la Roumanie aux Olympiades, tout d'abord en qualité de 1er remplaçant, puis au 3e échiquier en 1998 et enfin au 1er échiquier à partir de 2002.
En 1999, 2005 et 2009, il a aussi joué au 1er échiquier de la Roumanie lors des championnats d'Europe par équipes.
Depuis 2014, Nisipeanu joue dans les équipes d'Allemagne.

### Une partie
Ivanišević-Nisipeanu, Istanbul, 2003,
1. d4 Cf6 2. c4 e6 3. Cc3 Fb4 4. Dc2 0-0 5. e4 d6 6. a3 Fxc3+ 7. bxc3 e5 8. Fd3 c5 9. Ce2 Cc6 10. d5 Ce7 11. f3 Cg6 12. h4 Ch5 13. g3 b5! 14. cxb5 c4!! 15. Fxc4 f5 16. Fg5 Db6 17. exf5 Fxf5 18. Dd2 e4! 19. f4 Tac8 20. Dd4 Dxd4 21. Cxd4 Txc4 22. Cxf5 Txf5 23. g4 Txg5 24. fxg5 Chf4 25. a4 Txc3 26. a5 Tc2! 27. b6 Cg2+! 0-1.